# Callipyris
Callipyris är ett släkte av fjärilar. Callipyris ingår i familjen nattflyn.
Kladogram enligt Catalogue of Life:
| Callipyris | \| \| Callipyris anthina \| \| \| \| \| \| Callipyris drosera \| \| \| \| |
|            | \| \| Callipyris anthina \| \| \| \| \| \| Callipyris drosera \| \| \| \| |
|            | Callipyris anthina                                                        |
|            |                                                                           |
|            | Callipyris drosera                                                        |
|            |                                                                           |